# Albinyana
Albinyana – gmina w Hiszpanii, w prowincji Tarragona, w Katalonii, o powierzchni 19,57 km². W 2011 roku gmina liczyła 2367 mieszkańców.